# Calci oxalat
Canxi oxalat hay Canxi oxalat là một hợp chất hóa học tạo thành các tinh thể hình kim. Công thức hóa học tổng quát của nó là CaC2O4 hay Ca(COO)2.

## Phổ biến
Một lượng lớn Canxi oxalat được tìm thấy trong các thực vật có chất độc như vạn niên thanh (Dieffenbachia spp.). Nó cũng được tìm thấy trong lá đại hoàng (Rheum spp.), các chủng loại chua me đất (Oxalis spp.), các loài khác trong họ ráy (Araceae) như khoai nước (Colocasia esculenta), trong quả dương đào (Actinidia deliciosa) hay các loài thùa (Agave), và ở lượng nhỏ trong rau bina (Spinacia oleracea). Các tinh thể Canxi oxalat không hòa tan được tìm thấy trong thân, lá và rễ cây. 

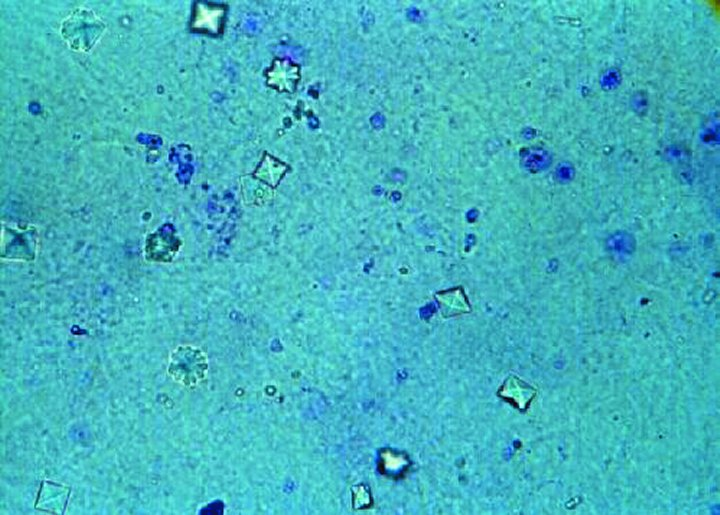
Nước tiểu dưới kính kiển vi cho thấy trong đó có các tinh thể Calci oxalat

Canxi oxalat cũng là thành phần chính của cặn sỏi bia, một chất kết tủa màu hơi nâu có xu hướng tích tụ trong bể, vại, chum, thùng hay các đồ chứa khác sử dụng trong công nghiệp sản xuất bia. Cặn sỏi bia là hỗn hợp các muối của calci và magiê và một loạt các hợp chất hữu cơ khác sót lại trong quá trình sản xuất bia; nó hỗ trợ cho sự phát triển của các vi sinh vật không mong muốn dẫn tới ảnh hưởng nghiêm trọng hay thậm chí là phá hủy hương vị của mẻ bia.
Các tinh thể Canxi oxalat trong nước tiểu là thành phần phổ biến nhất của sỏi thận ở người, và sự hình thành các tinh thể Canxi oxalat cũng là một trong những hiệu ứng ngộ độc etylen glycol.
Sự phổ biến tự nhiên gắn liền với ba khoáng vật: whewellit (monohydrat, được biết đến từ một vài tầng than), weddellit (dihydrat) và dạng rất hiếm gặp caoxit (trihydrat).

## An toàn
Một lượng nhỏ Canxi oxalat đủ để gây ra ngứa và nóng rát mạnh trong miệng và họng, sưng và ngạt thở. Khi liều lượng lớn hơn, Canxi oxalat gây ra trạng thái nôn nao khó chịu mạnh đối với hệ tiêu hóa, khó thở và — nếu quá nhiều — co giật, hôn mê và tử vong. Sự bình phục từ ngộ độc Canxi oxalat quá liều là có thể, nhưng các tổn thương vĩnh viễn đối với gan và thận có thể xảy ra.
Cuống của các loài vạn niên thanh gây ra các phản ứng nghiêm trọng nhất. Các tinh thể hình kim sinh ra tổn thương và chứng phù nề khi chúng tiếp xúc với môi, lưỡi, màng nhầy trong họng, màng kết hay da. Phù nề chủ yếu là do chấn thương trực tiếp từ các tinh thể hình kim và ở mức độ thấp hơn là do các chất độc thực vật khác (chẳng hạn các bradykinin, enzym).